# Вулька-Домбровіцька
Вулька-Домбровіцька (пол. Wólka Dąbrowicka) — село в Польщі, у гміні Посвентне Воломінського повіту Мазовецького воєводства.
Населення — 407 осіб (2011).
У 1975-1998 роках село належало до Седлецького воєводства.

## Демографія
Демографічна структура станом на 31 березня 2011 року:
|          | Загалом | Допрацездатний вік | Працездатний вік | Постпрацездатний вік |
| -------- | ------- | ------------------ | ---------------- | -------------------- |
| Чоловіки | 210     | 60                 | 134              | 16                   |
| Жінки    | 197     | 55                 | 109              | 33                   |
| Разом    | 407     | 115                | 243              | 49                   |